# Campeonato de Portugal
Il Campeonato de Portugal è la quarta divisione del campionato portoghese di calcio, la prima di livello dilettantistico. Comprende 56 squadre divise in 4 gironi.
Conosciuta un tempo come Terceira Divisão, nel 2013 fu ridenominata Campeonato Nacional de Seniores, quando assorbì l'estinta Segunda Divisão, e assunse l'attuale denominazione nell'ottobre del 2015.
Dal 2021 le migliori squadre hanno costituito la nuova Terceira Liga, lasciando al torneo il ruolo di un campionato nazionale dilettanti sul modello italiano.

## Regole
Nel regolamento originario del torneo, le prime due classificate di ogni girone disputano altri due gironi, in cui le squadre sono raggruppate per provenienza geografica, nord e sud. Le prime due classificate di ogni girone sono promosse e si incontrano in play-off di semifinale e finale. La vincitrice è decretata campione.

## Squadre partecipanti (2025-2026)
Série A
| Club                 |
| -------------------- |
| Bragança             |
| Brito                |
| Camacha              |
| Celoricense          |
| Chaves B             |
| Desportivo de Monção |
| Limianos             |
| Machico              |
| Mirandela            |
| Ribeira Brava        |
| São Martinho         |
| Tirsense             |
| Vianense             |
| Vilaverdense         |

Série B
| Club           |
| -------------- |
| Alpendorada    |
| Anadia         |
| Aparecida      |
| Beira-Mar      |
| Cinfães        |
| Florgrade      |
| Gouveia        |
| Leça           |
| Rebordosa      |
| Resende        |
| Salgueiros     |
| União de Lamas |
| Vila Meã       |
| Vila Real      |

Série C
| Club              |
| ----------------- |
| Benfica e C.B.    |
| Eléctrico         |
| Fátima            |
| Lajense           |
| Lusitânia         |
| Marialvas         |
| Marinhense        |
| Mortágua          |
| Naval             |
| Oliveira Hospital |
| Peniche           |
| Samora Correia    |
| União da Serra    |
| Vitória Sernache  |

Série D
| Club                     |
| ------------------------ |
| Alcochetense             |
| Alverca B                |
| Comércio e Indústria     |
| Juventude de Évora       |
| Lagoa                    |
| Louletano                |
| Malveira                 |
| Moncarapachense          |
| O Elvas                  |
| Oriental Lisbona         |
| Portimonense B           |
| Serpa                    |
| Sintrense                |
| Vasco da Gama Vidigueira |

## Albo d'oro
| Stagione | Finale                                         | Finale                                         | Finale                                         | Finale                                         |  | Play-off                      | Play-off                      | Play-off                      | Play-off |
| Stagione | Campione                                       | Punteggio                                      | Finalista                                      | Sede della finale                              |  | Terzo posto                   | Punteggio                     | Quarto posto                  |          |
| -------- | ---------------------------------------------- | ---------------------------------------------- | ---------------------------------------------- | ---------------------------------------------- |  | ----------------------------- | ----------------------------- | ----------------------------- | -------- |
| 2013-14  | Freamunde                                      | 3-2                                            | Oriental Lisbona                               | Stadio do Fontelo                              |  | Vitória Guimarães B           | 0-0, 2-0                      | Benfica e C.B.                |          |
| 2014-15  | Mafra                                          | 1-1 (dts), (4-3 dtr)                           | Famalicão                                      | Stadio Municipale di Marinha Grande            |  | Varzim                        | 2-0, 1-1                      | Casa Pia                      |          |
| 2015-16  | Cova da Piedade                                | 0-0 (dts), (2-0 dtr)                           | Vizela                                         | Stadio Municipale di Abrantes                  |  | Fafe                          | 1-0, 0-0                      | Casa Pia                      |          |
| 2016-17  | Real SC                                        | 2-0                                            | Oliveirense                                    | Stadio do Fontelo                              |  | Merelinense e Praiense        | Merelinense e Praiense        | Merelinense e Praiense        |          |
| 2017-18  | Mafra                                          | 2-1                                            | Farense                                        | Stadio nazionale di Jamor                      |  | União Leiria e Vilafranquense | União Leiria e Vilafranquense | União Leiria e Vilafranquense |          |
| 2018-19  | Vilafranquense                                 | 2-2 (2-4 dtr)                                  | Casa Pia                                       | Stadio nazionale di Jamor                      |  | União Leiria e Praiense       | União Leiria e Praiense       | União Leiria e Praiense       |          |
| 2019-20  | Abbandonato a causa della Pandemia di COVID-19 | Abbandonato a causa della Pandemia di COVID-19 | Abbandonato a causa della Pandemia di COVID-19 | Abbandonato a causa della Pandemia di COVID-19 |  | Non disputati                 | Non disputati                 | Non disputati                 |          |
| 2020-21  | Trofense                                       | 1-0 (dts)                                      | Estrela Amadora                                | Stadio Città di Coimbra                        |  | Non disputati                 | Non disputati                 | Non disputati                 |          |
| 2021-22  | Paredes                                        | 4-0                                            | Fontinhas                                      | Stadio nazionale di Jamor                      |  | Non disputati                 | Non disputati                 | Non disputati                 |          |
| 2022-23  | Atlético CP                                    | 3-0                                            | Vianense                                       | Stadio nazionale di Jamor                      |  | Non disputati                 | Non disputati                 | Non disputati                 |          |
| 2023-24  | Amarante                                       | 3-0                                            | Vitória Setúbal                                | Stadio nazionale di Jamor                      |  | Non disputati                 | Non disputati                 | Non disputati                 |          |
| 2024-25  | Lusitano                                       | 1-1 (3-1 dtr)                                  | Vitória Guimarães B                            | Stadio nazionale di Jamor                      |  | Non disputati                 | Non disputati                 | Non disputati                 |          |